# The Last Man on Earth (1964)
The Last Man on Earth (Italiaanse titel: L'ultimo uomo della terra) is een Italiaans / Amerikaanse horrorfilm uit 1964 onder regie van Ubaldo Ragona en Sidney Salkow. Het verhaal is gebaseerd op dat uit Richard Mathesons boek I Am Legend. De film werd later bewerkt en in de Verenigde Staten uitgebracht door American International Pictures. Deze Amerikaanse bewerking bevindt zich in het publieke domein.
Het boek I Am Legend werd later ook verfilmd als The Omega Man (1971) en als I Am Legend (2007).

## Rolverdeling
| Acteur               | Personage         |
| -------------------- | ----------------- |
| Vincent Price        | Dr. Robert Morgan |
| Franca Bettoia       | Ruth Collins      |
| Emma Danieli         | Virginia Morgan   |
| Giacomo Rossi-Stuart | Ben Cortman       |
| Umberto Raho         | Dr. Mercer        |

## Verwijzingen
- The Last Man on Earth: complete film op Internet Archive (stream en download)
- (en)   The Last Man on Earth in de Internet Movie Database